# ラザル・ニコリッチ
ラザル・ニコリッチ（セルビア語: Лазар Николић, ラテン文字転写: Lazar Nikolić、1999年8月1日 - ）は、セルビアのサッカー選手。ポジションはディフェンダー。

## 経歴

### レッドスター・ベオグラード
2023年2月25日のセルビア・スーペルリーガ、FKヤヴォル・イヴァニツァ戦に出場しトップチームデビューを果たした。